# Loudwater (Hertfordshire)
Loudwater – wieś w Anglii, w hrabstwie Hertfordshire, w dystrykcie Three Rivers. Leży 32 km na południowy zachód od miasta Hertford i 30 km na północny zachód od centrum Londynu. W 2001 miejscowość liczyła 1242 mieszkańców.